# Witterungsprognose
Unter einer Witterungsprognose versteht man eine Wettervorhersage über einen längeren Zeitraum, also über mehrere Tage oder gar Monate, bis zu einer ganzen Jahreszeit hin. Die Möglichkeit solcher Vorhersagen ist momentan noch sehr beschränkt, könnte aber wegen verbesserter Beobachtungsmöglichkeiten (siehe Wettersatelliten) und Computermodelle in näherer Zukunft Wirklichkeit werden.

## Anfänge und erste Erfolge
Die erste Witterungsprognose für Europa gab im Mai 2005 die Neue Zürcher Zeitung heraus. Sie kündigte an, dass es im kommenden Sommer "rund ums Mittelmeer mit 60- bis 80-prozentiger Wahrscheinlichkeit überdurchschnittlich warm" werden würde, während der Sommer in der Schweiz "bloß mittelmäßig" warm werden würde.
In Europa gestalten sich Witterungsprognosen aufgrund des wechselhaften Wetters sehr schwierig. In anderen Teilen der Erde sind sie jedoch schon üblich – so z. B. in Südamerika, wo ein etwaiges El-Niño-Ereignis zuverlässig vorhergesagt werden kann (so geschehen im Frühling 1997, wo erste Anzeichen bereits ein Dreivierteljahr im Voraus entdeckt wurden).
In Indien kann das Einsetzen des Monsunregens und seine Heftigkeit vorhergesagt werden (jedoch mit einer hohen Unsicherheit), was für die Kleinbauern wichtig ist, da sie so entscheiden können, ob und wann sie welche Pflanzen anbauen. Ebenso können auch die Auswirkungen auf Bangladesch vorhergesagt werden.
In den USA kann die Heftigkeit der kommenden Hurrikansaison anhand von Abweichungen der durchschnittlichen Windverteilung im Juli prognostiziert werden.
Der Deutsche Wetterdienst testet ebenfalls Langzeitprognosen über einen Zeitraum von bis zu fünf Monaten im Voraus, und zwar im Auftrag von Energiekonzernen wie RWE, E.ON oder Vattenfall, weil diese die Daten zur Abschätzung des Energiebedarfs der Bevölkerung benötigen. Erste Resultate sind vielversprechend.

## Durchführung
In einem Erdteil wie Europa, in dem sich das Wetter, im Gegensatz zu den Tropen, schnell und oft ändert, werden für eine halbwegs verlässliche Witterungsprognose Messgrößen benötigt, die sich nicht allzu schnell ändern (im Gegensatz zu Lufttemperatur oder Niederschlag). Diese sind die Temperatur der Meeresoberfläche (wegen der hohen Wärmekapazität von Wasser), die Schneebedeckung, die Bodenfeuchte und die Ausdehnung des Meereises. Zur Erstellung der Witterungsprognose stützt man sich nun auf Erfahrungen, z. B. auf die Tatsache, dass ein stabil kalter Winter in Mitteleuropa unwahrscheinlich ist, wenn die Wassertemperatur der Ostsee im Dezember überdurchschnittlich hoch ist. Ebenso ist in Mitteleuropa ein heißer Sommer zu erwarten, wenn der Frühling in Nordeuropa sehr trocken ausfällt, denn dann kann weniger Wasser verdunsten, wodurch weniger Wolken gebildet werden. Während die Wettervorhersage lediglich auf ein Modell der Veränderungen in der Erdatmosphäre zurückgreift, benötigt man zur Witterungsprognose ein Modell der Veränderungen der Temperaturen in den Ozeanen, was sich bislang schwierig gestaltet.
Trotz aller Bemühungen wird eine Witterungsprognose jedoch wohl nie die Genauigkeit einer Wettervorhersage erreichen.

## Nutzen
Die Kenntnis der längerfristigen Wetterlage wäre besonders für Landwirte, Hoteliers und Versicherungen sowie für Energielieferanten interessant.